# 勾当内侍
勾当内侍（こうとうのないし、生没年不詳）は、南北朝時代の女官。本名は不詳。公家の世尊寺家の一族で、一条経尹あるいは一条行尹の娘、または一条行房の娘もしくは妹ともいう。『太平記』に新田義貞の妻の一人として登場する。

## 人物
勾当内侍は、鎌倉時代後期に後醍醐天皇の討幕運動に加わり、鎌倉陥落に功績のあった上野国の新田義貞へ天皇から恩賞として与えられ、彼の妻になったといわれる。
建武3年（1336年）初頭、新田義貞は建武政権から離反した足利尊氏を楠木正成や北畠顕家らとともに京都で破り、足利尊氏らは九州へ逃れたが、2月から3月にかけて義貞は尊氏追撃を行わなかった。その理由として、『太平記』では新田義貞は京都において勾当内侍との別れを惜しみ、出兵する時期を逃したとして、彼女が結果的に義貞の滅亡の遠因を作ったとする描き方がされている。
その後、尊氏が上京して後醍醐天皇を追い、新田義貞は恒良親王らを奉じて北陸地方へ逃れた。『太平記』よると、琵琶湖畔の今堅田において別れ、京にて悲しみの日々を送っていた勾当内侍は新田義貞に招かれ北陸へ向かった。
しかし義貞は足利軍の攻勢により延元3年/建武5年（1338年）閏7月2日に越前国で戦死した（藤島の戦い）。義貞が戦死した藤島近くの三国湊は、勾当内侍の収入源のひとつだったことも指摘されている。
勾当内侍は杣山（福井県南条町（現・南越前町））においてその戦死を知り、京で獄門にかけられた新田義貞の首級を目にして落飾して比丘尼になったと描かれている。また、勾当内侍の父と伝わる行房も新田義貞に従い、北陸で戦死していると記されている。

## 墓所と伝承
『太平記』によると、義貞の死後、勾当内侍は京都の嵯峨にある往生院で、義貞の菩提を弔って余生を過ごしたという。その一方で、大津市堅田にある勾当内侍を祭神とする野上神社（野神神社）・菩提寺の泉福寺には、勾当内侍が琵琶湖琴ヶ浜に入水したという伝承があり、慰霊のための野上祭（野神祭）も行われている。
その後江戸時代に講釈として『太平記』が広まると、各地に勾当内侍の墓所が作られた。そのうちの一つは群馬県太田市阿久津町（旧・新田郡尾島町阿久津）にある。

## 実在疑問説
勾当内侍と新田義貞との関係を記した史料としては『太平記』があるのみであることから、南北朝時代が専門の歴史学者で福岡大学教授の森茂暁は、年代的な推定などから創作ではないかと考察しているほか、さらには勾当内侍そのもの実在すら疑わしいとする説もある。
また『太平記』における義貞が勾当内侍と色恋沙汰に落ちていたという時期は、実際は義貞が瘧病（おこりびょう）という名のマラリア性の熱病に伏せていた時期ではないかという説もあり、日本中世史と日本医学史が専門の歴史学者で日本医科大学名誉教授の奥富敬之や、日本中世史が専門の歴史学者で東京都立大学名誉教授の峰岸純夫らがこの説を支持している。

## 画像集

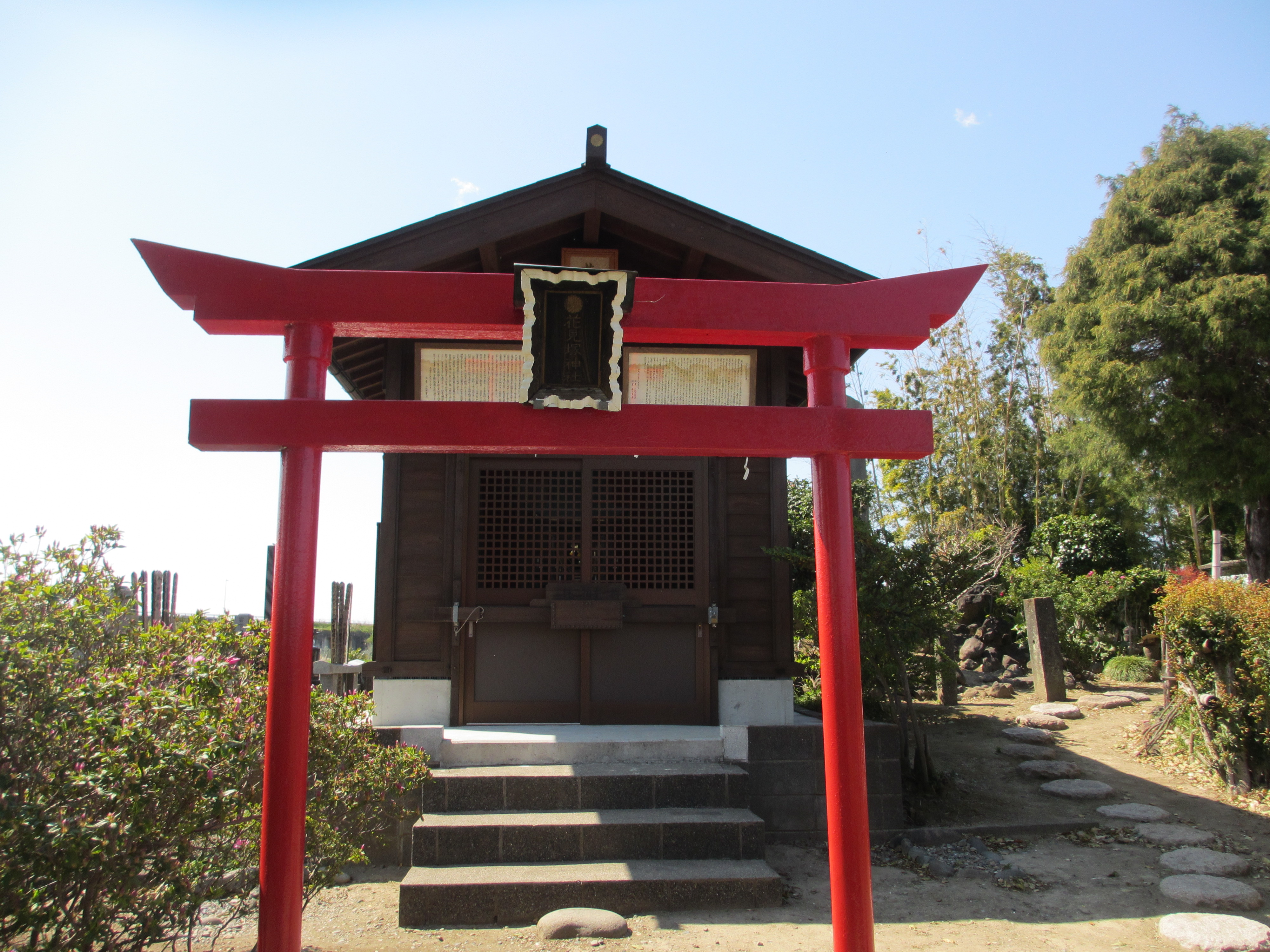
花見塚神社（群馬県太田市武蔵島町87、最寄り：東武伊勢崎線木崎駅）
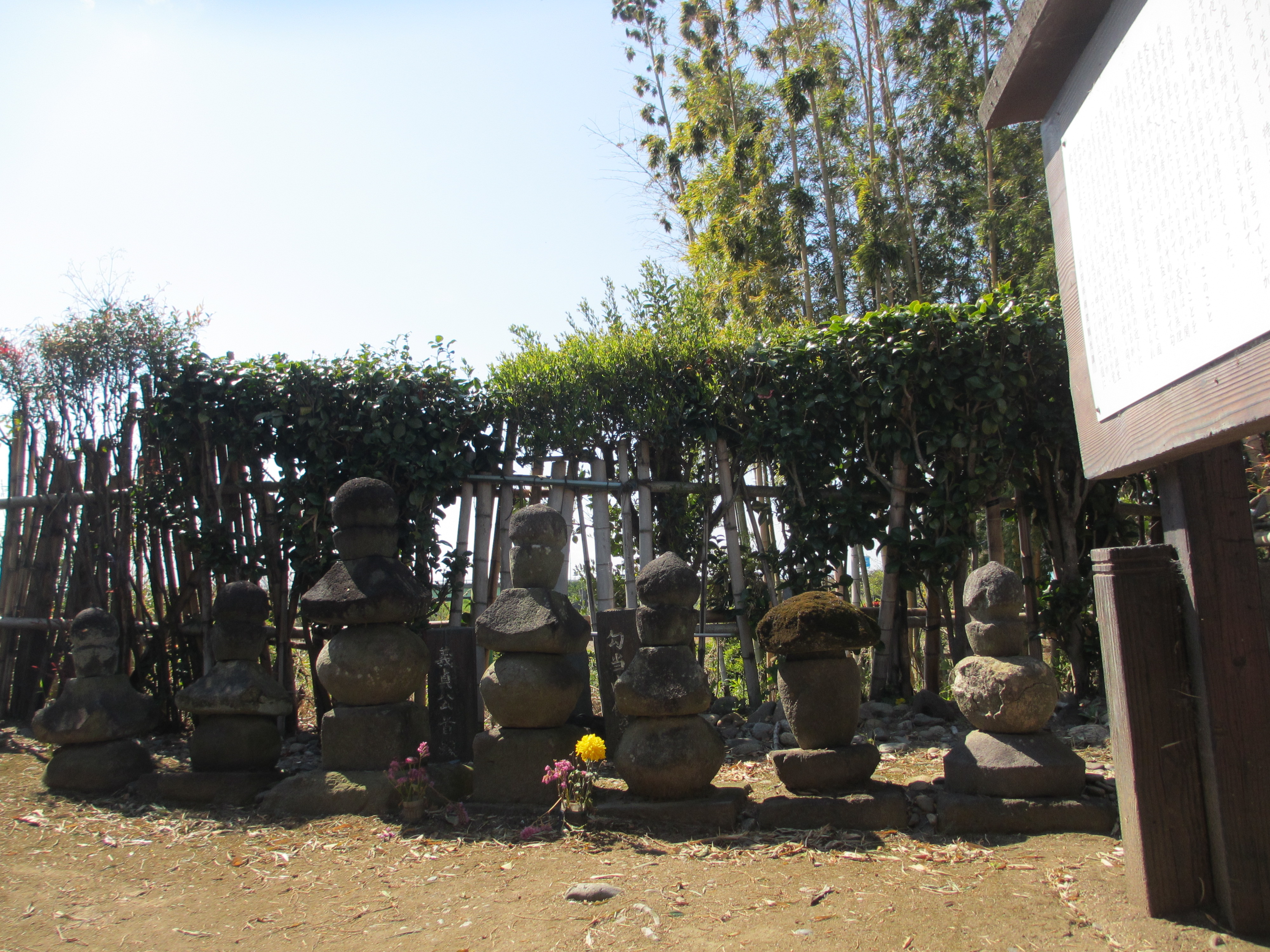
匂当内侍・義貞公墓（花見塚神社後方五輪塔群、解説板あり）

## 関連作品
テレビドラマ
- 大河ドラマ『太平記』（1991年 NHK）演：宮崎萬純